# Forces armées monégasques
Après la cité du Vatican, la principauté de Monaco est le deuxième plus petit État du monde. La principauté dispose d'une capacité militaire très limitée et dépend entièrement de son voisin, la France, pour assurer  sa défense, face à l'agression d’un autre État.

## Département de l’Intérieur
Placé sous l'autorité du conseiller de gouvernement pour l’Intérieur, ce département est chargé de la conduite des politiques publiques, auxquelles participent la Sûreté publique ainsi que le corps des sapeurs pompiers monégasques et la compagnie des gardes du prince qui sont tous deux des unités militaires.

## Police civile

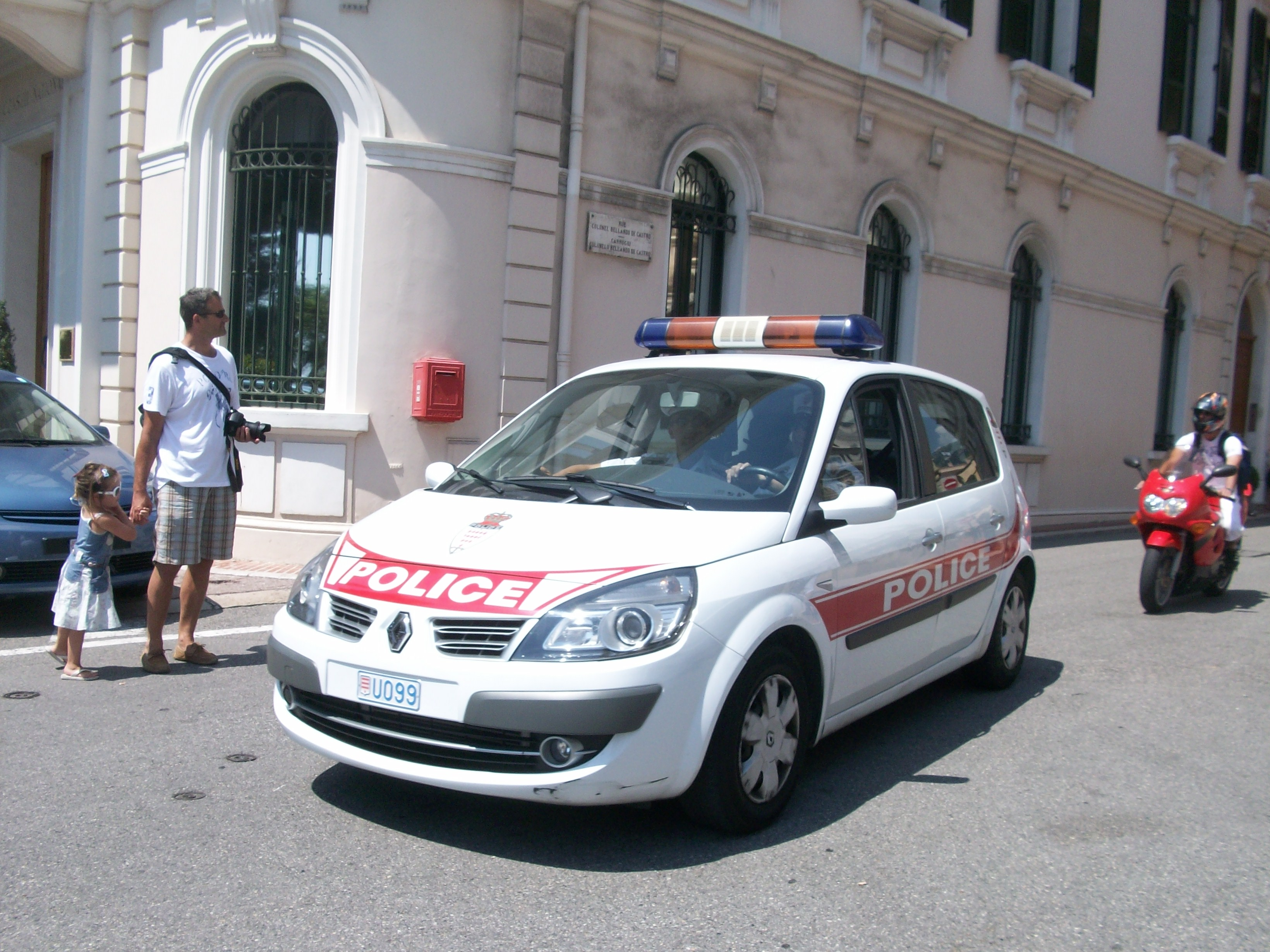
Un Renault Scénic II de la police civile monégasque en 2010.

La quasi-totalité des missions de sécurité publique est à la charge de la police civile, dont une unité spéciale assure les contrôles et la défense à la frontière. La division maritime et héliportée de la police qui opère sur terre et sur mer, utilise des patrouilleurs et navires de surveillance à grande vitesse. Ces patrouilleurs sont aussi utilisés par le corps des sapeurs-pompiers et la compagnie des Carabiniers du Prince.

## Défense civile et militaire

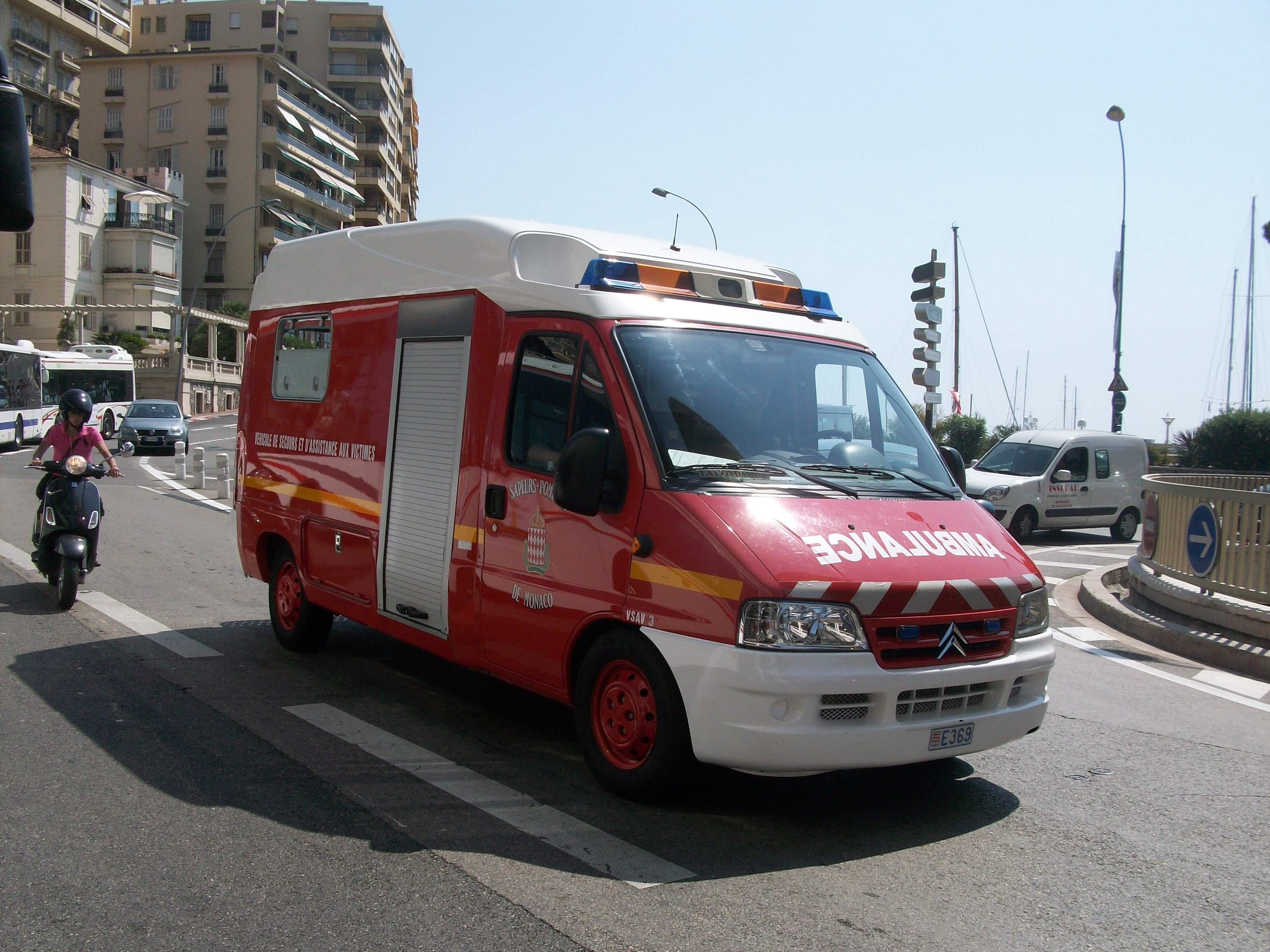
Ambulance des pompiers de Monaco.

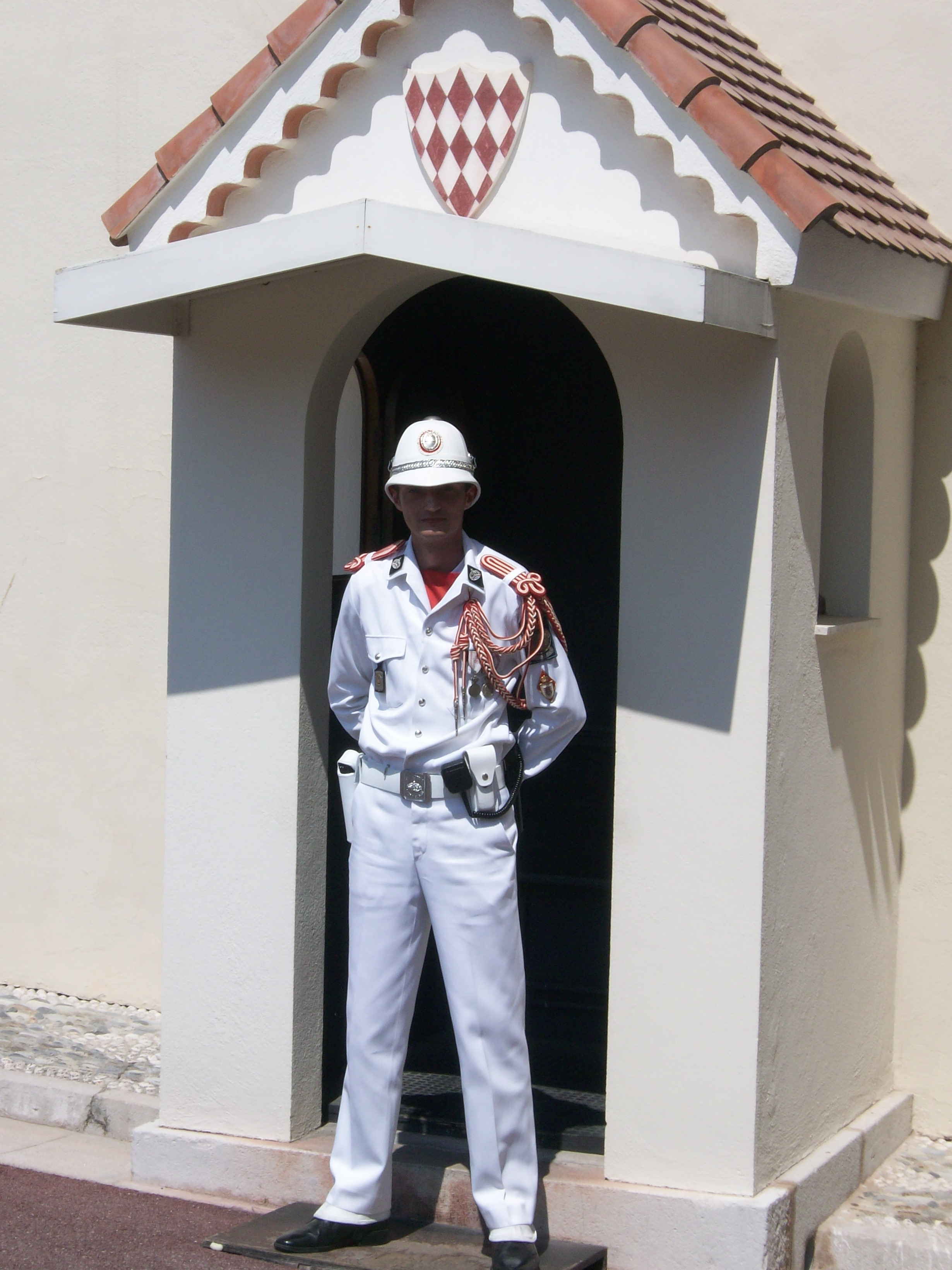
Carabinier en faction devant l'entrée du palais princier de Monaco.

Deux forces armées à plein temps existent à Monaco et sont sous le contrôle du département de l'intérieur. Un de ces corps est le corps des sapeurs-pompiers, l'autre est la Compagnie des Carabiniers du Prince.

### Corps des sapeurs pompiers
Sous statut militaire, le corps des sapeurs pompiers de Monaco est constitué de 131 militaires ainsi que d'employés civils. Il se compose de 9 officiers, 25 sous-officiers et 96 militaires du rang. Les grades d'officiers par ordre décroissant sont : colonel, lieutenant-colonel, commandant, capitaine, lieutenant, sous-lieutenant. Il y a aussi 9 grades de sous-officiers et de militaires du rang, identiques à ceux des sapeurs pompiers français. Les officiers ont généralement servi dans les corps de pompiers militaires français. Le chef de corps actuel est un lieutenant-colonel. Les sapeurs pompiers monégasques sont affectés dans deux centres de secours, un à La Condamine et l'autre à Fontvieille. Ils sont équipés d'engins de lutte contre les incendies urbains et les feux de forêt, de véhicules de secours à victimes et de toute une gamme d'agrès spécialisés, ainsi que des bateaux de lutte contre les feux de navires.
Au-delà de cette mission de lutte contre les incendies, le corps a une mission étendue de protection civile. Son personnel est entraîné à l'emploi des armes et dispose d'une armurerie centrale. Les sapeurs pompiers de la principauté savent aussi faire face aux risques radiologiques et chimiques. Ils sont équipés des véhicules et du matériel nécessaires pour intervenir contre ces types d'accidents pour lesquels ils sont formés. Ils utilisent aussi des véhicules de secours à victimes (VSAV) et sont compétents aux techniques de prompt secours.

### Compagnie des carabiniers du prince
D'un effectif proche de celui du corps des sapeurs pompiers monégasques, la compagnie des carabiniers du prince représente une force de 124 militaires dont 4 officiers, 20 sous-officiers et 100 militaires du rang sous les ordres  d'un colonel. Les officiers ont habituellement été entraînés et ont servi dans l'armée française. Sa première mission est la défense du prince ainsi que du palais princier dans la vieille ville de Monaco. Au-delà de cette mission, elle a aussi pour rôle, la protection des membres de l'autorité judiciaire qui rendent la justice au nom du prince.
Il existe plusieurs unités spécialisées dans la compagnie des carabiniers du Prince. D'abord une section motocycliste destinée à des missions ayant un caractère d'urgence. Puis, une équipe de plongeurs composée de militaires, de personnels scientifiques et de secouristes. Elle comprend également du personnel qui est chargé aux côtés de la Croix-Rouge monégasque, d'assurer les premiers secours et une couverture ambulancière, en renfort des sapeurs pompiers, lors des événements publics et sportifs. Enfin, une troupe de musiciens militaires avec trompettistes d'État, un ensemble de cuivre et un petit orchestre, ainsi qu'une fanfare, animent les cérémonies officielles.
La relève de la garde intervient chaque jour à 11 h 55. Cette cérémonie qui attire de nombreux curieux est plus qu'un simple spectacle pour touristes. En effet, ce petit détachement militaire est la première ligne de défense de la famille princière monégasque.

## Hiérarchie
La hiérarchie des forces armées monégasques est calquée sur celle de l'armée française.
La hiérarchie des militaires du rang et les sous-officiers comprend neuf grades ou classes : soldat de 2e classe, soldat de 1re classe, caporal, caporal-chef, sergent, sergent-chef, adjudant, adjudant-chef et major. Celle des officiers comprend sept grades : sous-lieutenant, lieutenant, capitaine, commandant, lieutenant-colonel, colonel et général.